# Evelyn Francisco
Evelyn Francisco (nacida Evelyn Barton; 13 de agosto de 1904-27 de enero de 1963) fue una actriz estadounidense de la época muda que empezó como belleza en bañador. Sus hermanas Betty y Margaret Francisco fueron también actrices.

## Biografía
Nacida en Arkansas el 13 de agosto de 1904 del matrimonio formado por John Barton y Mary Isabel Francisco, Evelyn adoptó el apellido de su madre para presentarse en el mundo del espectáculo, empezando a actuar en 1923. En The Goof (1924), dirigida por William Beaudine, era una de las numerosas bellezas buceadoras de Spike Malone; la farsa en siete carretes presentaba a la ex actriz de William Fox, Alta Allen, como cabeza de la troupe. Spike era interpretado por Chuck Relaner. En el espectáculo de 1924 Hollywood Follies Francisco era una de las bellezas en bañador de Mack Sennett que actuaron en el Philharmonic Auditorio. Dirigido por Harry Langdon, Thelma Parr era otra del selecto grupo de chicas Sennett que presentaron un acto llamado All Wet.
En agosto de 1925, las hermanas Francisco se presentaron juntas en el Greenwich Village Cafe en el Christie Hotel, en Hollywood. En ese momento Francisco acababa de participar en un papel importante en la primera producción de Julian Eltinge para Christie Estudios, una película titulada Madame Behave (1925).
Llevó un novedoso bañador de piel de armiño ruso en un certamen de moda en el Hotel Vista del Arroyo en Pasadena, California, en febrero de 1927. La prenda fue diseñada y fabricada por Colburn's de South Flower Street en Los Ángeles, California. Ese mismo año junto con su hermana Margaret tuvo un pequeño papel en la enorme Rey de Reyes de Cecil DeMille, pero como no logró alcanzar papeles destacados, abandonó el cine en 1929.

## Vida personal y muerte
Se casó dos veces. Primero con Samuel Bernheim, que murió en 1934, y después con Francis Stearns (1894-1986).
Francisco murió el 27 de enero de 1963 en Corona, California y fue enterrada en el Forest Lawn Memorial Park, en Glendale, California.

## Filmografía parcial
- Madame Behave (1925)
- His First Flame (1927)